# 東葉高速鉄道2000系電車
東葉高速鉄道2000系電車（とうようこうそくてつどう2000けいでんしゃ）は、東葉高速鉄道の通勤形電車。2004年（平成16年）12月7日から営業運転を開始した。

## 概要
東葉高速線では1996年（平成8年）の開業以来、セミステンレス車両である帝都高速度交通営団（現・東京地下鉄株式会社〈以下、東京メトロ〉）5000系を更新修繕の上、譲受して1000形として運用をしてきた。
その後、2001年（平成13年）1月に行われた運輸政策審議会答申第18号において、東京メトロ東西線の輸送力増強対応として同線の保安装置をWS-ATC装置から新CS-ATC装置へと更新することが決定された。同線と相互乗り入れを行う東葉高速鉄道側も対応することを受け入れ、この時点で車両を改造で対応させるのか、新車で対応させるのか長期視点で種々検討を行った。
開業以来使用している1000形に新CS-ATC対応改造を実施した場合、近い将来に車両の更新が必要となり、改造費用が無駄となることも判明したことから、長期計画の見直しが実施された。この結果、車両更新時期を早め、2001年（平成13年）9月に更新用の新車を導入することが決定された。
最終的な計画では2004年度に3編成（30両）、2005年度に4編成（40両）、2006年度に4編成（40両）を導入することとした。新造車両のうち、10編成（100両）は1000形の代替新造だが、1編成（10両）は2007年度以降の輸送力増強用とされた。
1000形と同様に、ATS-P形など東日本旅客鉄道（JR東日本）中央緩行線への乗り入れ装備は搭載していないので、運行範囲は中野 - 東葉勝田台間である。ただし、保安装置以外の運行機器の機能はすべて東京メトロ車と同一のものを搭載しており、行先表示には三鷹や津田沼を始め三鷹 - 中野 - 東葉勝田台間および西船橋 - 津田沼間の各駅を設定して表示することができる。自動放送装置や車内案内表示器もJR線内に対応している。実際にダイヤが乱れた時に途中まで行先を「三鷹」と表示して運行し、中野で運転を打ち切った事例や、中野駅停車中にJR線の自動放送案内で行き先案内をする事例がある。

### 新車導入にあたって
車両新造にあたっては、仕様提案や設計図面の製作、業者選定と発注など多大な業務があり、東葉高速鉄道だけで行うことは困難であることから「相互直通車両で仕様が同一」、「設計・購入業務の実績を多く有している」ことから、これらは東京メトロに委託することとなった。車両の仕様設計は東京メトロで相違する項目を提示して、設計に反映させた。
新車導入にあたっては、2003年（平成15年）3月に当時乗り入れ車両では最新の帝都高速度交通営団（当時）05系12次車を対象としたアンケート調査を東葉高速鉄道の乗務員や検修員に実施した。
この結果から暖房能力の向上や自動放送装置の設置、純電気ブレーキ方式の採用や車両情報装置（TIS）を使用した検修作業の効率化などを要望され、これらの提案を反映することとなった。

## 車体
本形式は同時期に落成した東京メトロの次世代型車両05系13次車と共同開発したもので、コストダウン、車体の上質化、火災対策ならびに衝突安全性、リサイクル性、快適性の向上をコンセプトとした。また、東葉高速鉄道側の車両コンセプトは「安全性の確保」、「人と環境に優しく」、「快適性の追求」、「ライフコストの低減化」とした。
また、05系13次車と車体や機器などほぼ同じ設計とすることや、複数年一括発注とすることでそれまでの05N系よりも約15%のコストダウンを図っている。本形式は日立製作所の「A-train」として、車体組立や内装・床下配管・配線などを含めて自立形モジュール工法によって組み立てられている。
車体構造はアルミ合金製のダブルスキン構造としており、構体の接合には摩擦攪拌接合（FSW）工法を用いている。また、廃車時のリサイクル性を考慮して単一の合金を使用する「モノアロイ化」を実施している。
この他に連結面の隅柱は強化させた三角形の断面構造とし、側構体と妻構体の接合部と強固に接合させた。これにより車体強度の強化を図り、万が一の衝突事故時にも安全性向上を図った。車両間には転落防止幌がある。これは初期車では明るい灰色だが、3次車にあたる2108Fからは汚れの目立ちにくい黒色に変更された。
前面デザインは05系8次車以降に近く、縦曲線を主体形状としているが、下部の形状が若干異なっている。
地下線内における非常口として、プラグドアを設けている。前照灯はHID、尾灯はLEDである。デザインは現業職場などから、特に先頭車の前面形状を東葉高速鉄道独自のデザインを採用することが要望された。しかし、大幅な仕様変更は東京メトロとの共通化から大きく外れるものとなるため、最終的には表面仕上げの変更で現行デザインとすることとなった。
東葉高速線は千葉と東京を結ぶ路線であることから「陽は東から昇り西に沈む」ことをイメージし、「サンライズ（日の出・朝日）を表す赤」・「デイタイム（昼間）の白」・「サンセット（夕日）を表すオレンジ」のラインカラーを配している。このラインカラーは腰板部を基本として、幕板部にも配置している。
車体にはTをイニシャライズした東葉高速鉄道の社章が貼り付けされている。前面非常口部は白色で、側面は先頭車の乗務員室扉直後と中間車の側面中央付近は緑色である。前面には「TOYO　RAPID　RAILWAY」のロゴも貼付されており、落成当時の2101F - 2103Fでは側面の社章の下にもあったが、2104F以降は落成時から社章のみのタイプになり、その後2101F - 2103Fについても削除された。この際、社章のサイズも小さくなり、カラーは濃い緑色となった。
車両番号表記は東葉高速鉄道独自の書体を使用しているが、このうち乗務員室内の運転台上部に掲出されているものは東京メトロと同一の書体である。車外表記では前面は白色、側面表記は号車札も含めて赤色である。

## 車内
車内内装は「緑・木に囲まれた沿線のロケーションをイメージ、明るく清潔感あふれる空間を醸し出すこと」を目指した。05系13次車同様に車内内装材においても単一合金化としてアルミニウムを多用しているほか、火災対策から火災発生時に有毒ガスの発生や高温で溶液滴下する材料は使用していない。
内板は「地下空間を明るく」の思想から白色を基調とし、床敷物は習志野台地の土を表現する淡いブラウン、座席袖仕切りはカエデの木目で安らぎと高級感を演出している。
座席は片持ち式のセパレート式として、1人分の掛け幅は460mmを確保している。配置も05系13次車と同じく3 - 7 - 7 - 7 - 3人掛けとした。座席モケット表地は常緑樹をイメージした黄緑と緑を交互に配置するとともに1人ごとに座席を区分し、車内マナー向上への協力を訴求している。優先席部は濃い青色として一般席とは区別している。座席の製造メーカーは首都圏の鉄道車両では採用事例が少ない住江工業製である。
ただし、床敷物は本来はアルミ材を敷いた上でゴム製の床敷物を貼り付けるものであるが、現車ではアルミ材が敷かれておらず、鉄道車両の火災対策基準を満たさないことから、国土交通省より改善指示が出された。これに対し、東葉高速鉄道は2013年（平成25年）4月末までの予定で取り替えを回答している。
側窓はドア間の2連窓はいずれも開閉可能な下降窓、車端部は固定窓としている。ロールカーテンは千葉県の花であるナノハナを温暖な丘陵に一面に咲かせたイメージを表現した。
荷棚は金網式、スタンションポール（握り棒）は7人掛け座席部に1本を設置する。つり革は一般席部は白色であり、ベルトは不燃化を図ったナイロン製である。2008年現在は東京メトロ05系と同じく、優先席付近のつり革はオレンジ色に交換されている。

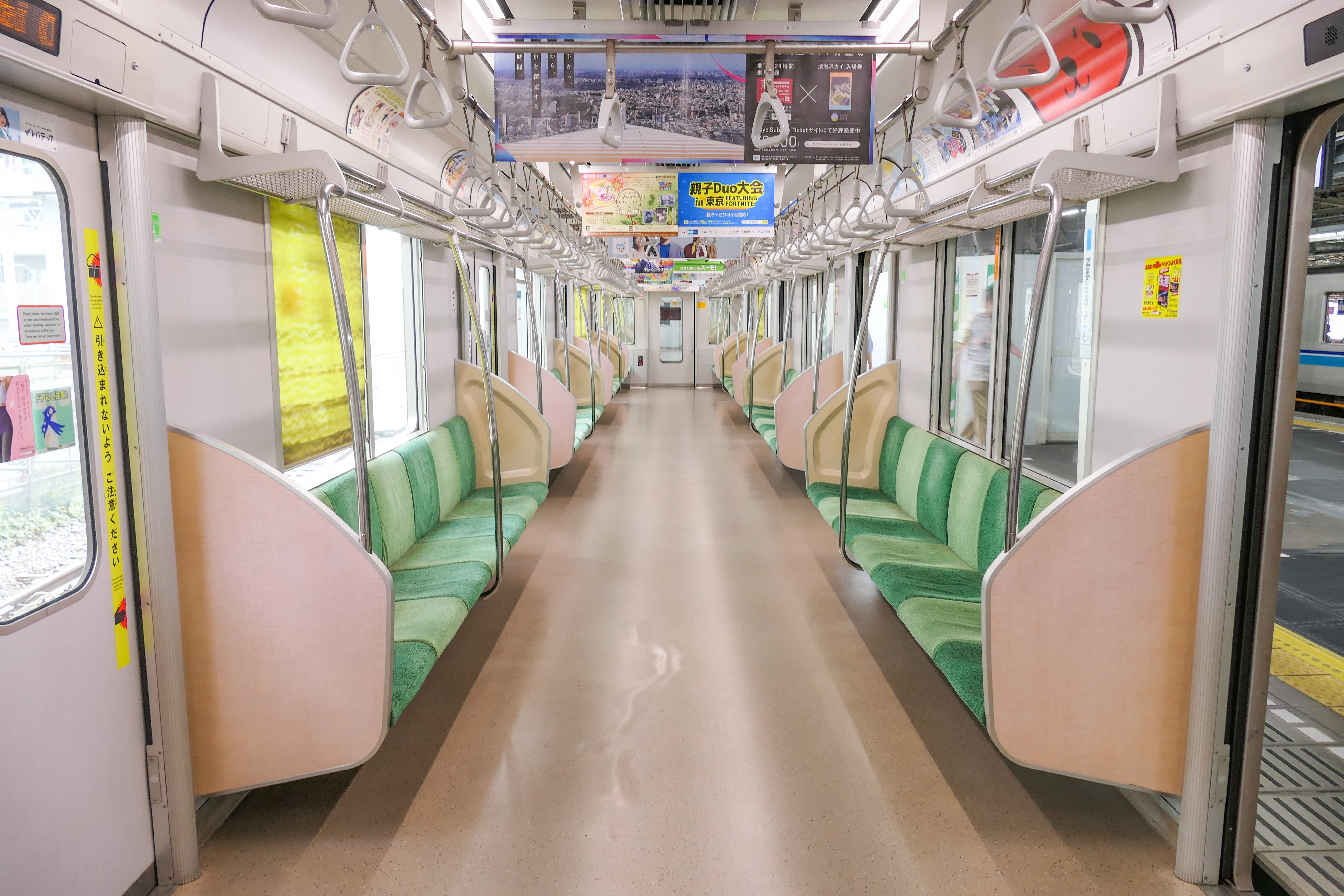
車内
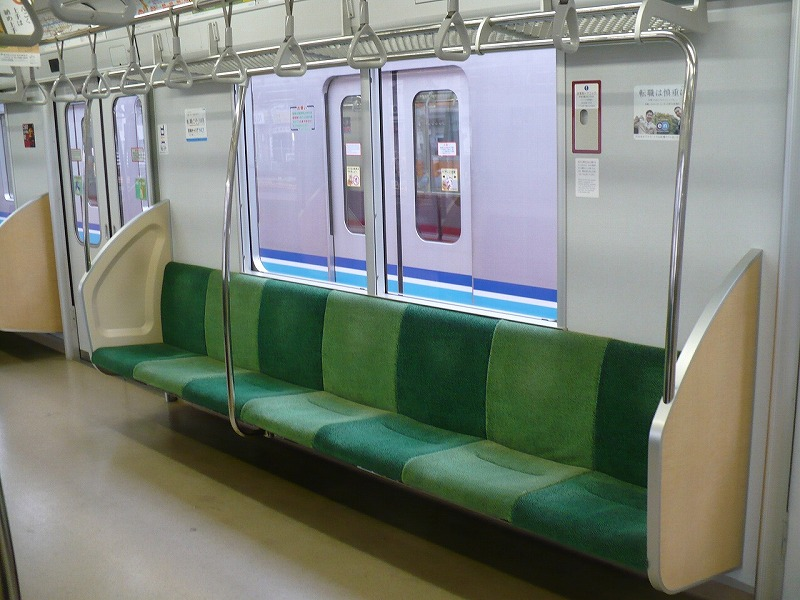
2色に色分けされた座席
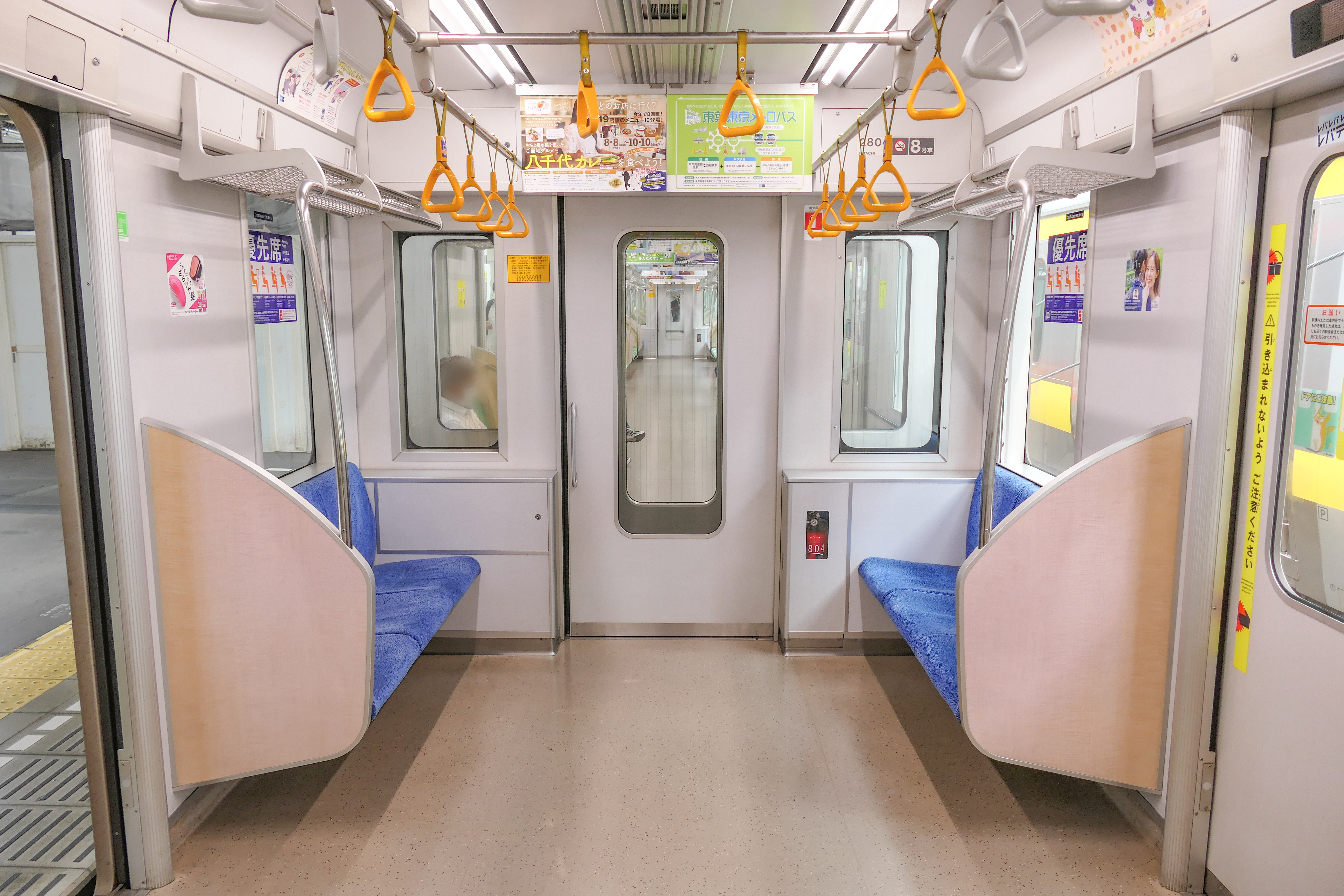
優先席
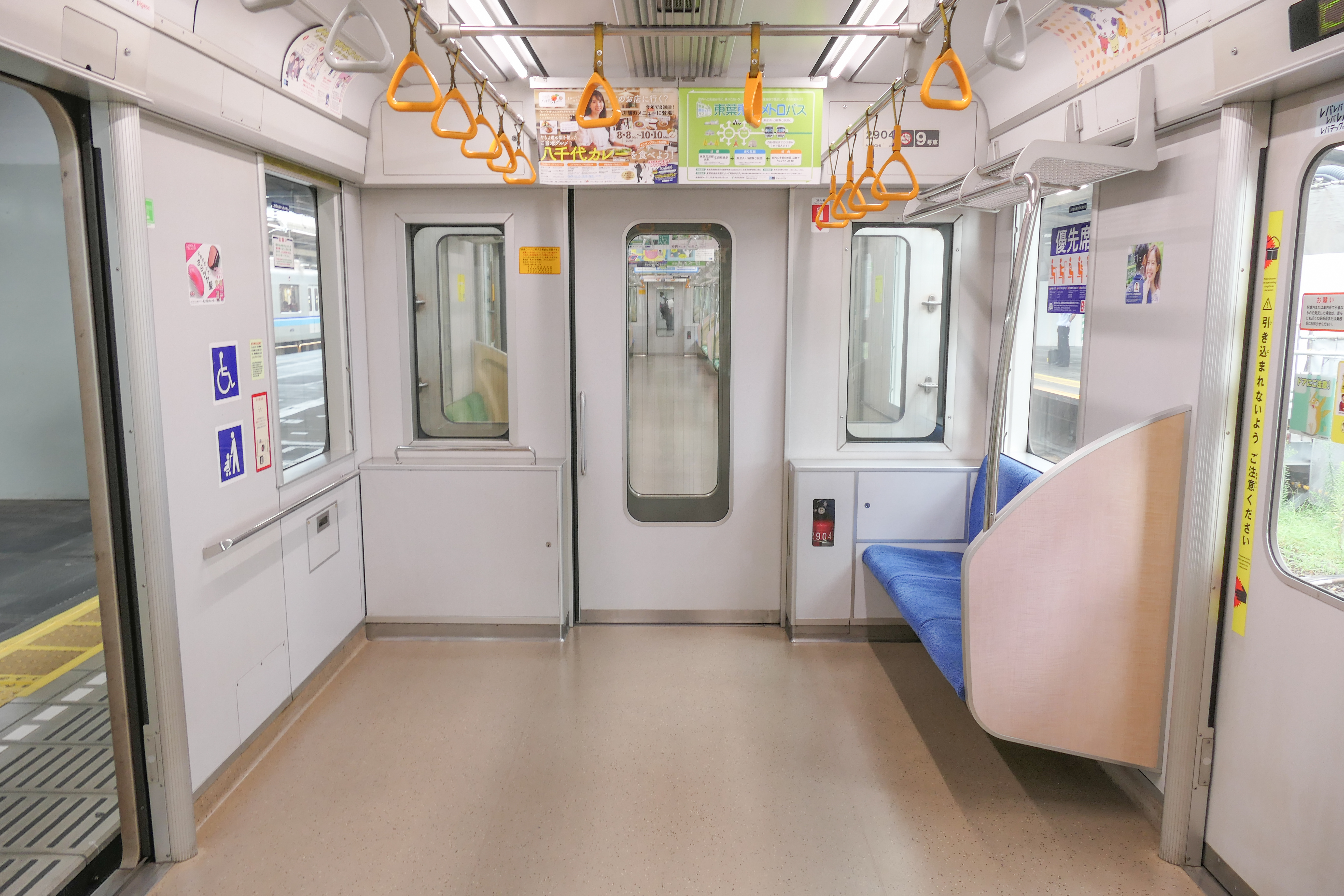
9号車の車椅子スペース
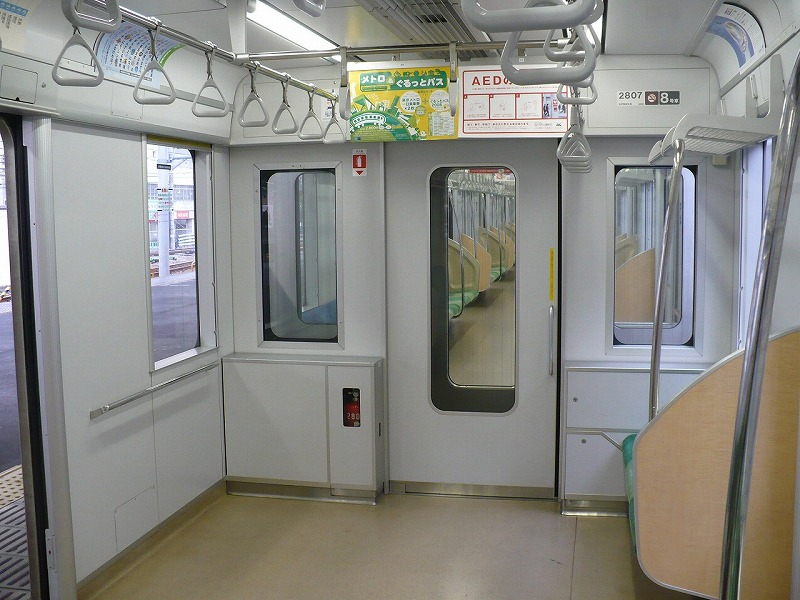
8号車のフリースペース
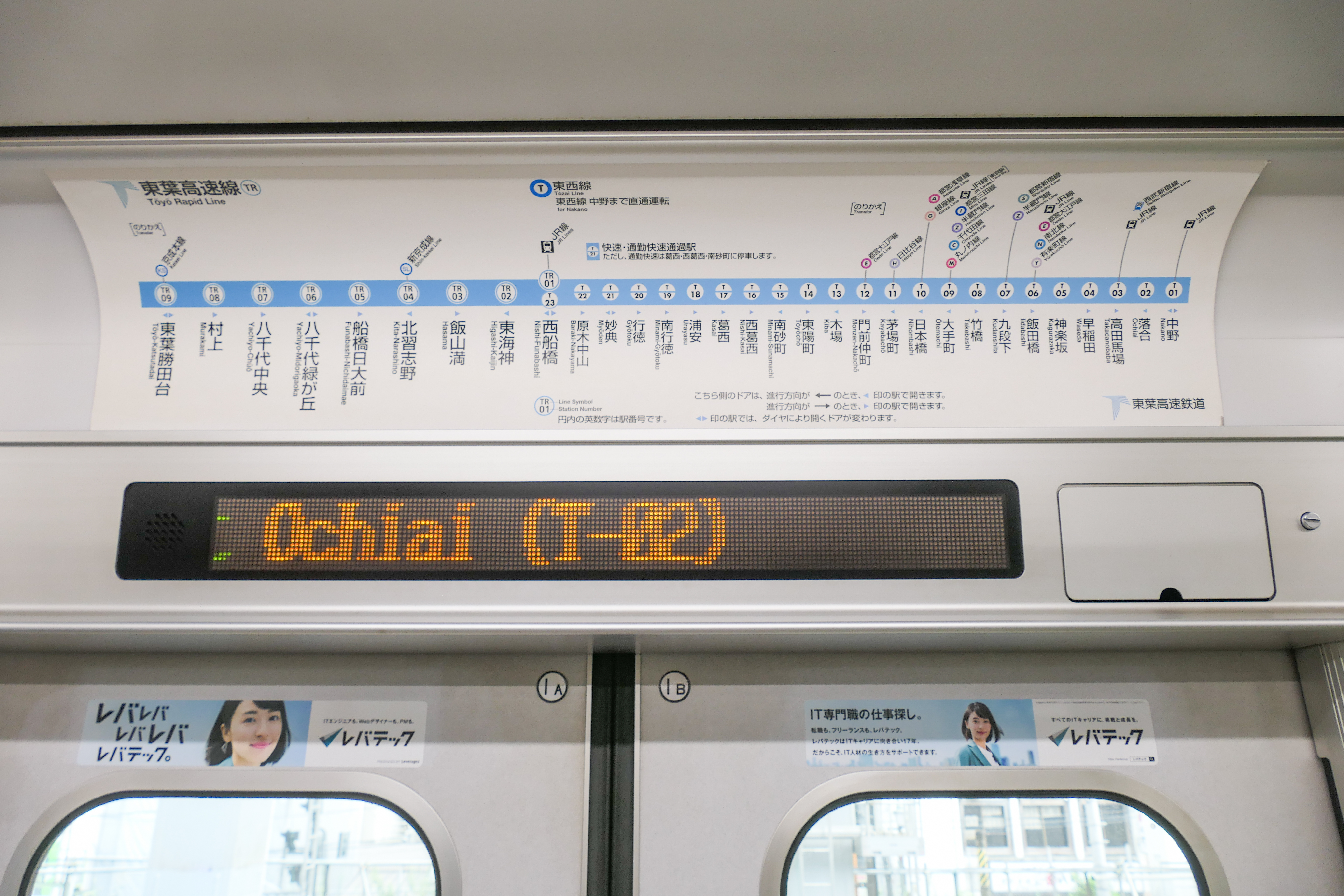
車内案内表示器

中間車の中野方の車端部片側には車椅子スペースが2・9号車に1か所ずつ、フリースペースは3 - 8号車それぞれに1か所ずつ設置されている。ただし、9号車の車椅子スペースだけは東葉勝田台方にある。
車椅子スペースとフリースペースはほぼ同じ形態だが、前者は車椅子利用者の安全上から非常通報器と固定用のベルトを設置している。それに対し、後者はベビーカーや大きな荷物を持った乗客のためのスペースとしており、非常通報器と固定ベルトは省略されている。
連結面は妻面窓を設置しており、各車の両端に大形窓の貫通扉がある。各車両間の貫通扉は傾斜式戸閉装置（上吊り傾斜レールによるドアクローザー）が取り付けられている。
天井中央には補助送風機であるラインデリアが収納された整風板があり、ラインデリアは先頭車7台・中間車8台搭載されている。また、この整風板内には各車5基車内放送用スピーカーがある。冷風吹出口は蛍光灯台座と一体のアルミ製としている。
客用ドアは車内も化粧板仕上げで、ドアガラスは単板ガラスである。ドア横の手すりは縦面と一体のアルミの押し出し材を採用した。
ドアステッカーは05系と同じ位置に貼り付けされている。2007年11月までは東葉高速鉄道のマスコットキャラクター「マンナちゃん」（青色）が描かれる「ドアにご注意!」「かけこみ乗車はやめましょう」の注意告知とともにパスネットの広告が貼られていた。しかし、パスネットの発売を終了したため同年12月頃に更新され、色違い（明るいオレンジ色）で頭にリボンをつけ、羽が広がっていない「マンナちゃん」が描かれた「ドアにご注意!」の注意告知になった。同時に、その裏側のステッカーも色違いの「マンナちゃん」が描かれたものになった。このため、2008年時点では2色の「マンナちゃん」が共存している。
冷房装置は三菱電機製の集中式CU-768形で、能力は58.0 kW (50,000kcal/h)である。暖房装置については乗客からの要望もあり、1000形よりも1基あたり700Wから750Wに能力向上させ、さらに斜め吊りとして暖房効率を向上させた。7人掛け座席下部には2基、車端部3人掛け座席下部には1基を設置する。

### 乗務員室

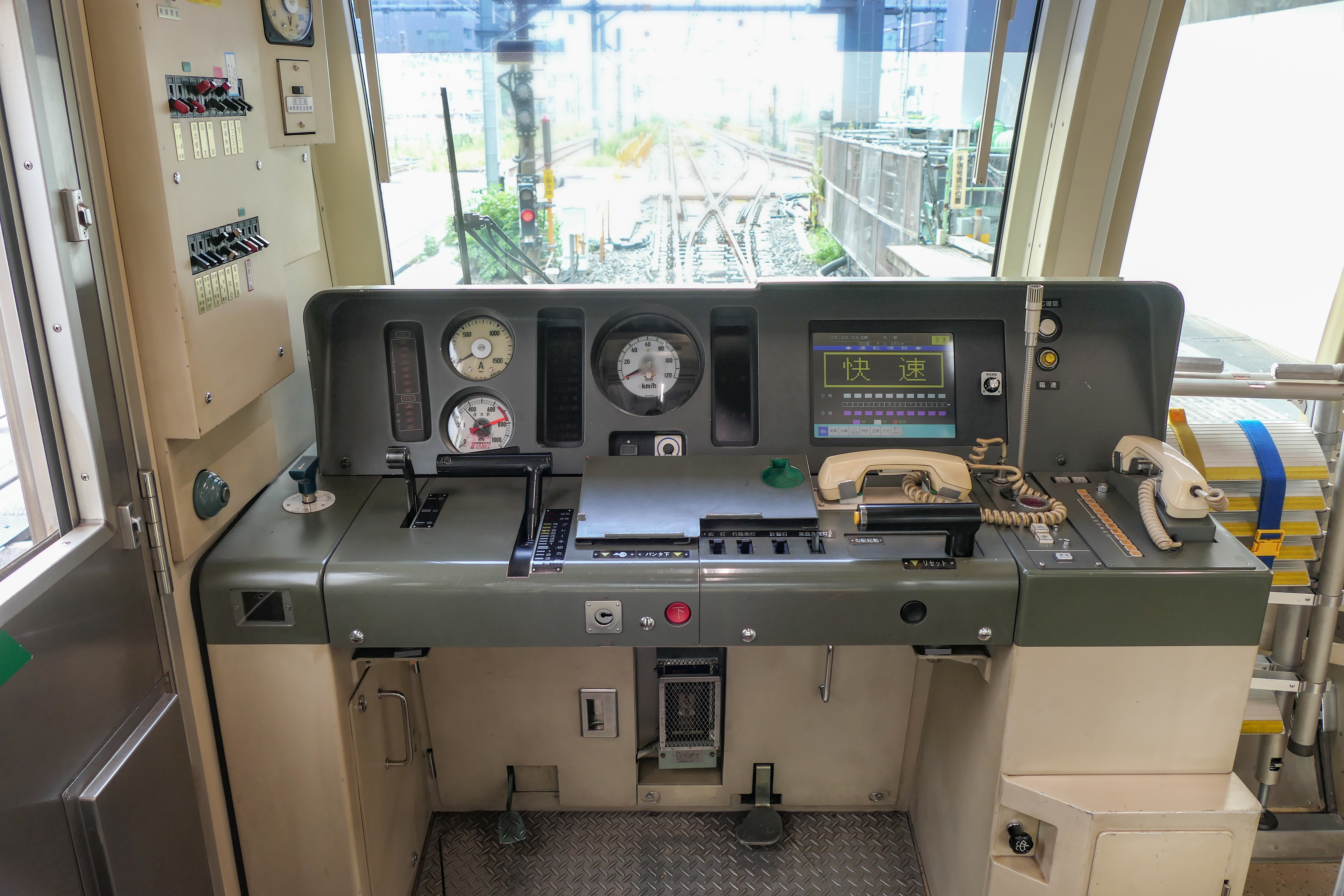
運転台
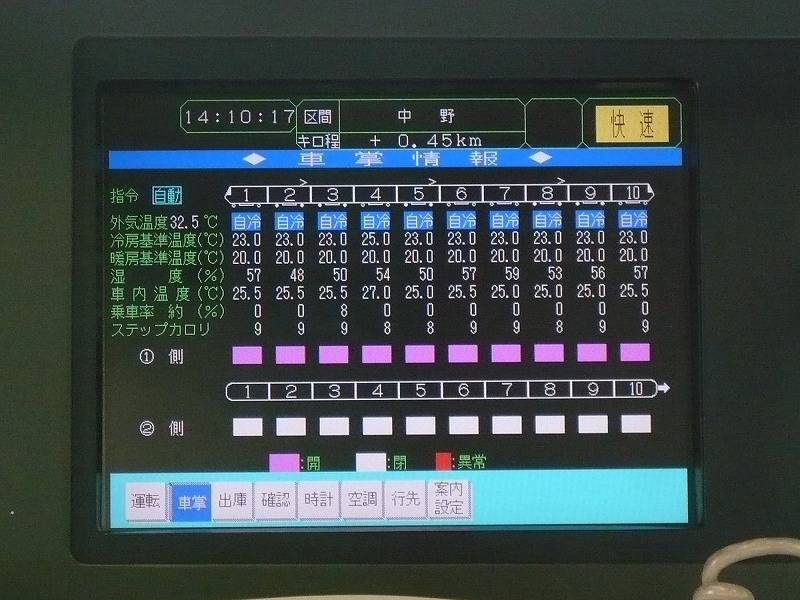
運転台の車両情報装置（TIS）の モニター画面 （写真は「車掌情報」画面）
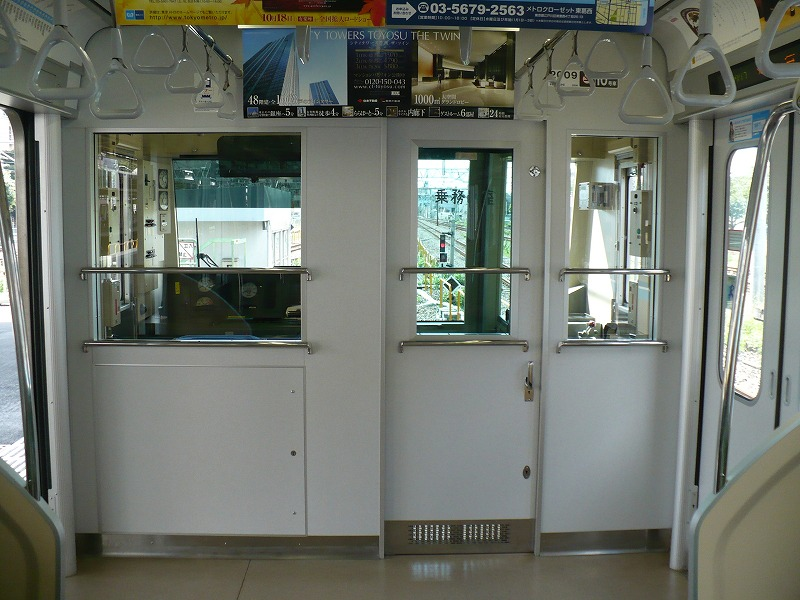
乗務員室仕切部

乗務員室内はアイボリー、運転台計器盤はダークグレーの配色している。基本的な配置は05系13次車とほぼ同じだが、本系列ではJR線乗り入れ用機器の設置はない。室内は居住性向上ために奥行きを1,900mmと広めに確保した。計器盤中央には車内信号対応の速度計を、両端に保安表示灯、右端には車両情報管理装置（TIS）の表示器を配置する。
主幹制御器はデッドマン装置付の左手操作形ワンハンドルマスコンである。（力行1 - 4・常用ブレーキ1 - 8・非常）運転席前のフロントガラスのみ遮光フィルムが貼られており、日除けとして遮光パネルがある。車掌スイッチは間接制御式（リレー式）を採用している。
乗務員室仕切りは客室から見て左から大窓、仕切扉窓(グレーの着色ガラス)、小窓がある。遮光幕は大窓・仕切扉窓のみ設置する。

## 旅客案内機器
東京メトロ05系13次車と同じくLED式の旅客案内表示器を千鳥配置で、ドア上部の鴨居点検蓋一体形として設置している。各ドア開閉時にはドアチャイムを鳴動させる。なお、表示器の設置しない箇所には戸閉開閉予告灯を設置し、ドア開閉の直前にドアチャイム用のスピーカーの右側に「このドアが開きます」を黄緑色で、左側に「反対側のドアが開きます」をオレンジ色で表示する。
このほかに自動放送装置を搭載する。東葉高速線内での日本語の放送はアンケート調査の結果から、東京メトロとは異なる声質の方がメリハリがあり、乗客にアピールできることから別のアナウンサーの声を採用した。一方、英語放送は外国からの乗客へは同じ案内の方が安心感を与えるという観点から、当時の東京メトロと同じくクリステル・チアリによるアナウンスを採用した。
車外では前面と側面にLED式の行先表示器を設けている。前面は日本語表記のみ、側面は英字併記としている。書体は前面の運行番号表示器も含めて明朝体である。
2017年より行先表示器のフルカラーLEDへの交換が開始され、2020年2月14日の試運転から全車フルカラーLEDとなった。
このほか車外スピーカーを設置し、車掌による案内放送や押しボタンによる乗降促進放送が流せる。

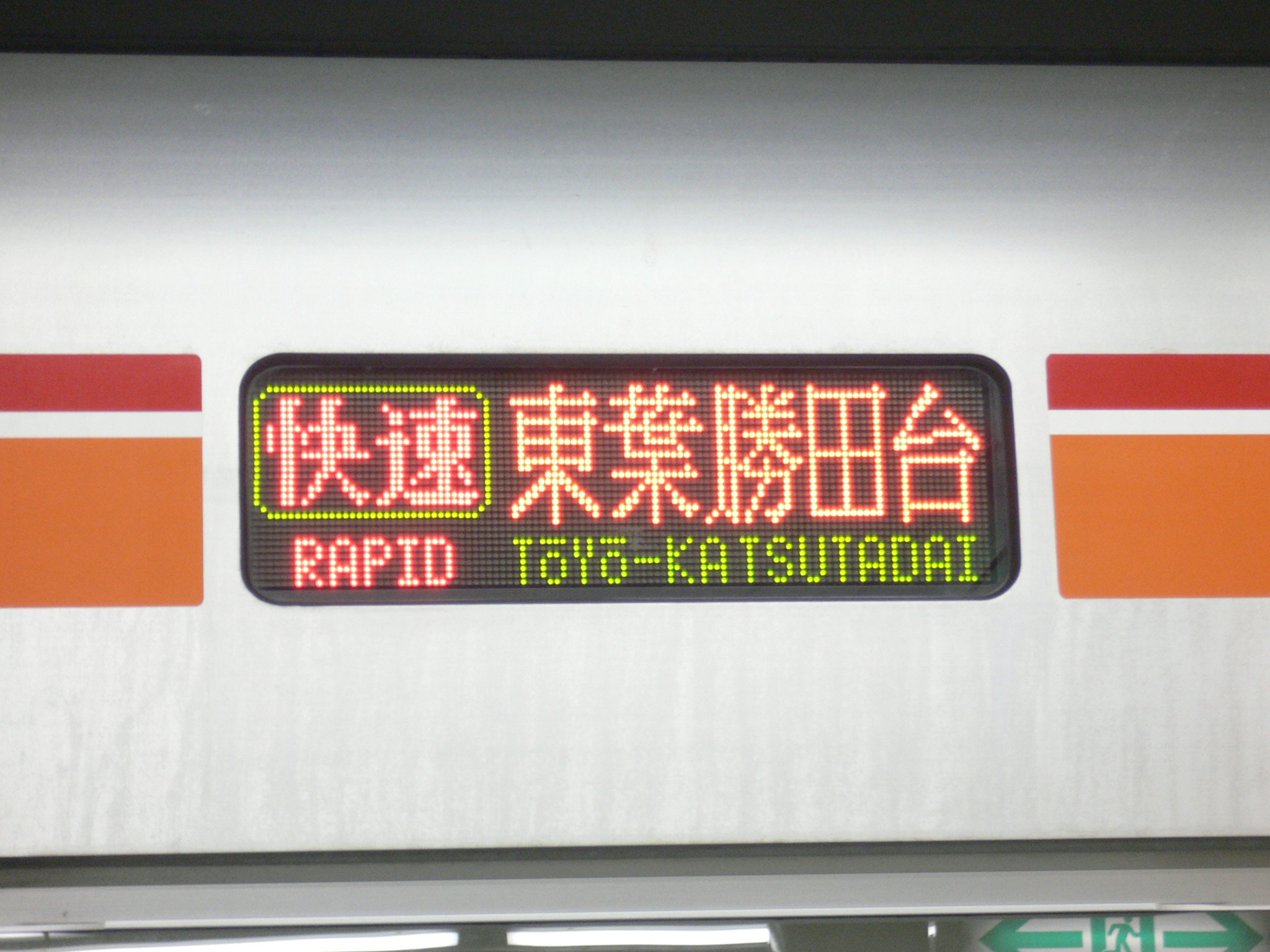
更新前のLED式行先表示器
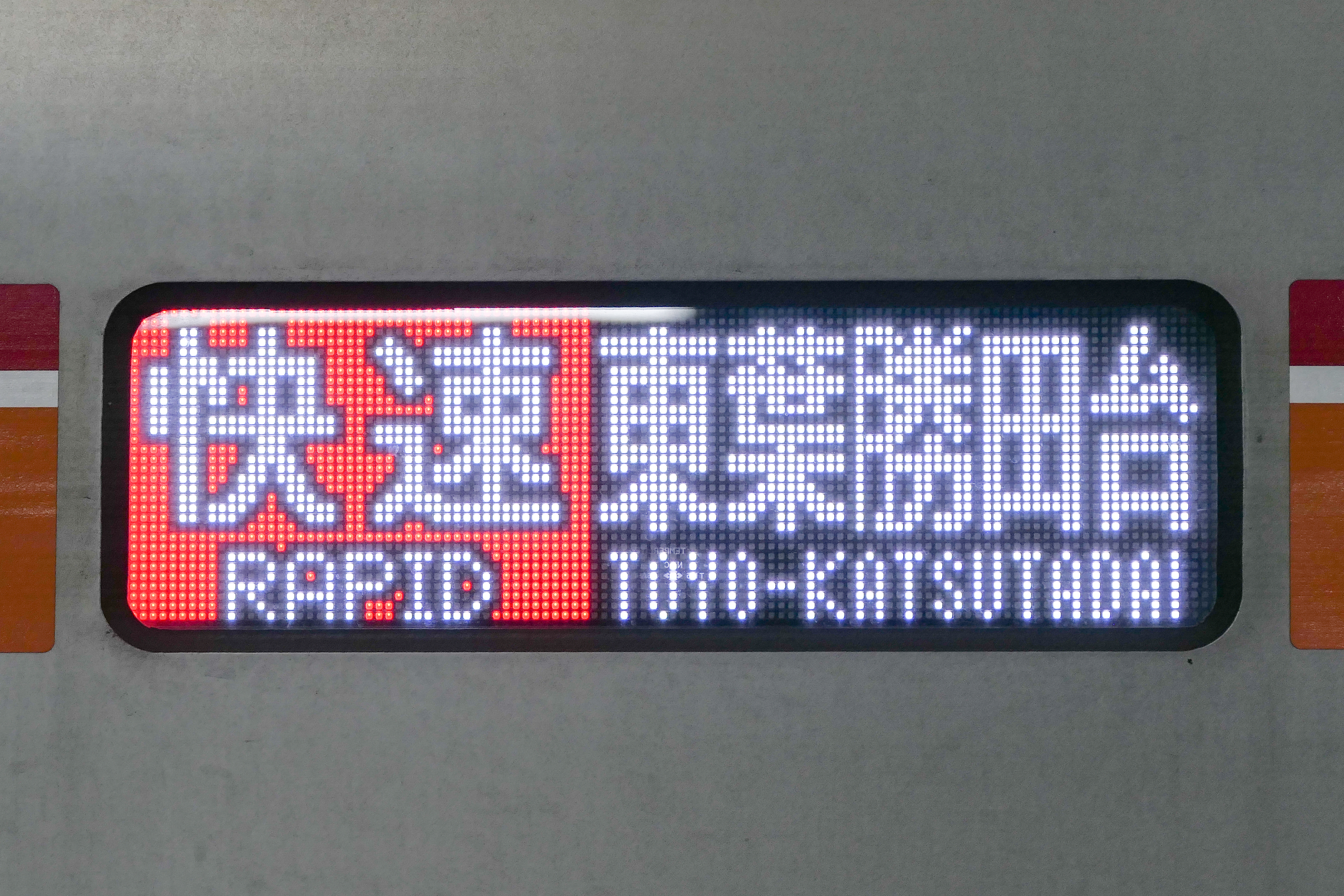
更新後のフルカラーLED式行先表示器

## 走行機器など
制御装置は東京メトロ05系13次車と同一の三菱電機製のIGBT素子を使用したIPM方式の2レベルVVVFインバータ制御を採用している。制御方式はPGセンサレス方式で、ベクトル制御、純電気ブレーキを有し、電動機制御は1C4M1群/2群制御方式としている。
- 制御装置：MAP-178-15V134形(4群×2)・MAP-174-15V135形(4群×1)
- 主電動機：かご形三相誘導電動機　出力165kW

台車は東京メトロ05系11次車以降ほぼ同一設計のモノリンク式軸箱支持構造のボルスタレス台車SS168形・SS068形を使用する。基礎ブレーキにはユニットブレーキを使用している。集電装置は剛体架線に対応したシングルアーム式パンタグラフを編成で3台搭載する。
ブレーキ装置は回生ブレーキ併用の電気指令式空気ブレーキ（遅れ込め制御併用・保安ブレーキ・対雪ブレーキ付き）を採用している。各車のブレーキ作用装置は保安ブレーキ装置と一体箱構成（電動車のみブレーキ受信装置内蔵型）とされており、各台車単位でブレーキ制御が行われる。
空気圧縮機 (CP) はレシプロ式のC-2500LB形を使用する。補助電源装置はIGBT素子を使用した東芝製の240kVA容量静止形インバータ（SIV）である。このほか、床下に搭載する細かな機器類は「共通機器箱」と称する1つの箱に集約することで艤装工程の簡略化を図った。

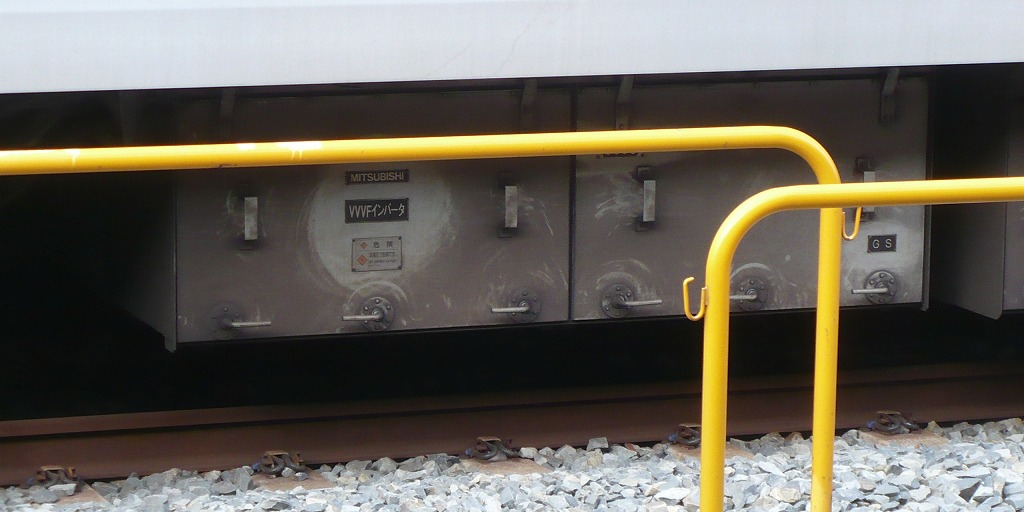
VVVFインバータ装置（1側のゲート制御ドライブ）
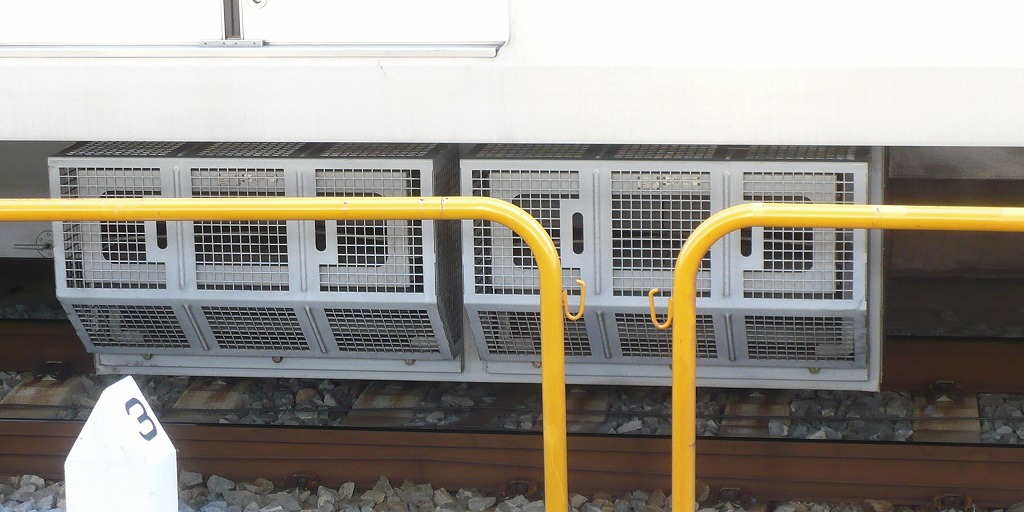
VVVFインバータ装置（2側の素子冷却フィン）
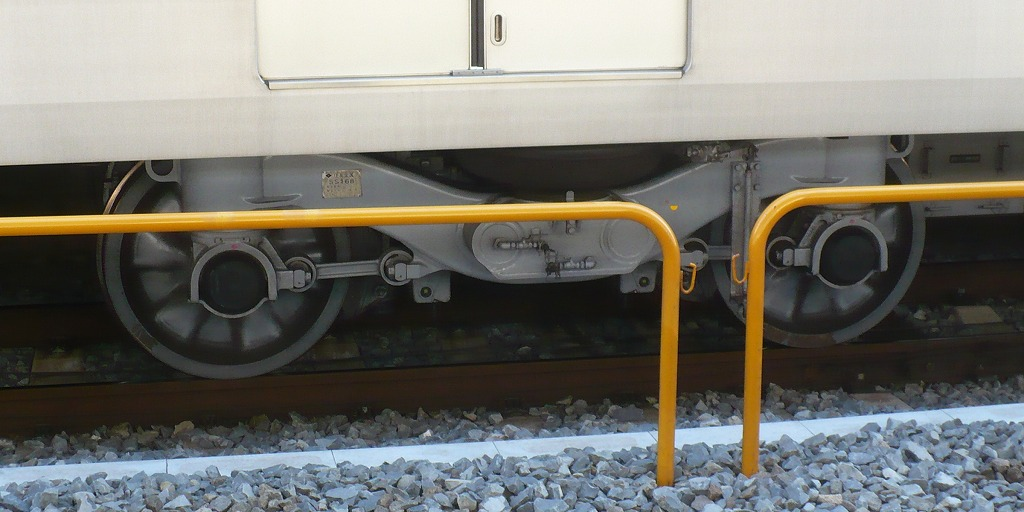
SS168形動力台車
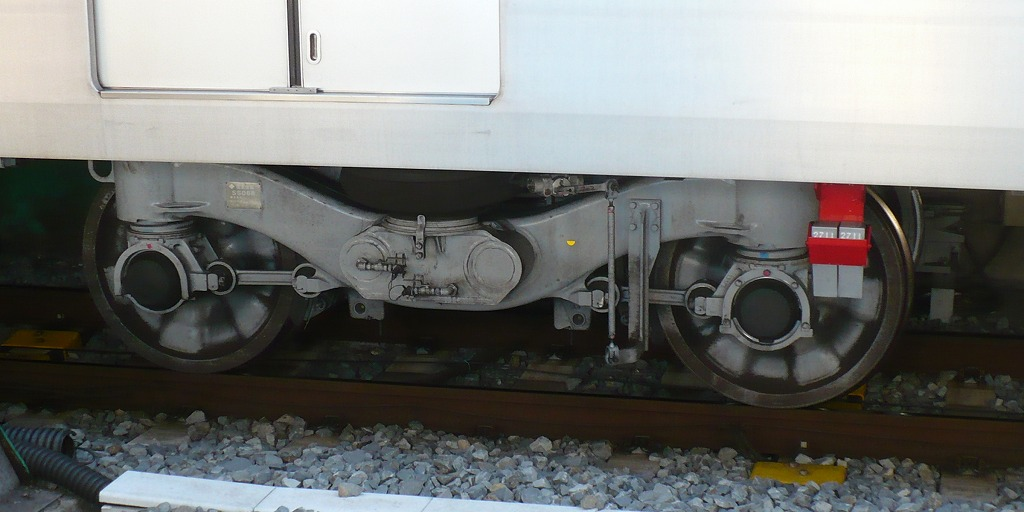
SS068形付随台車
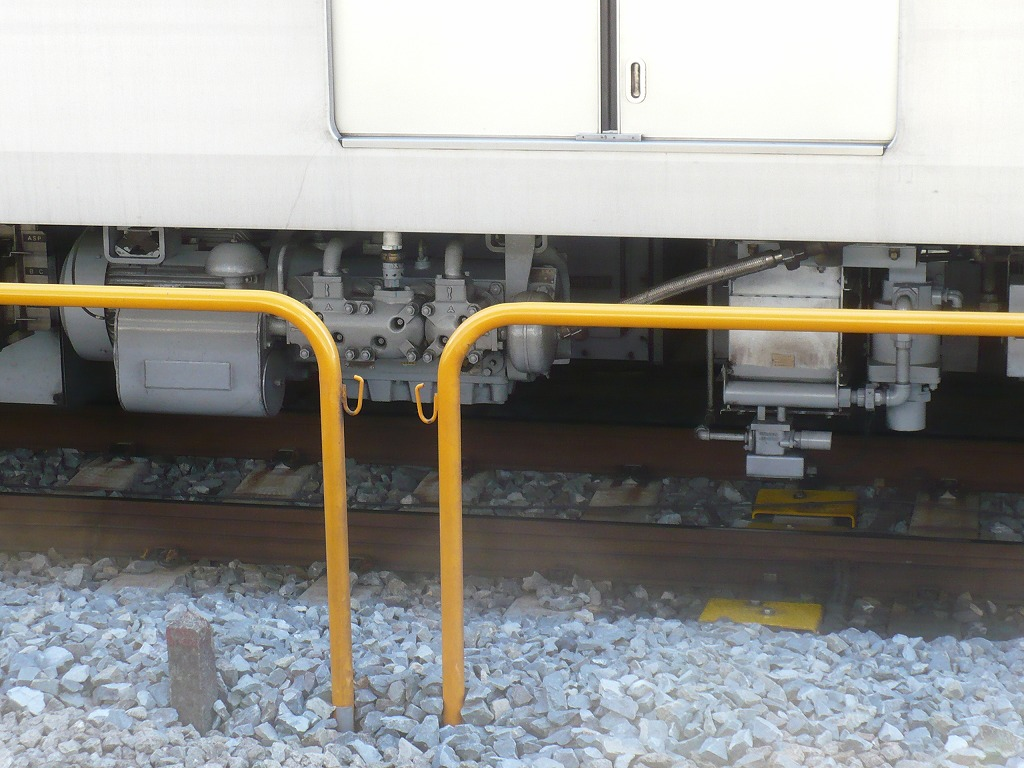
C-2500LB形空気圧縮機
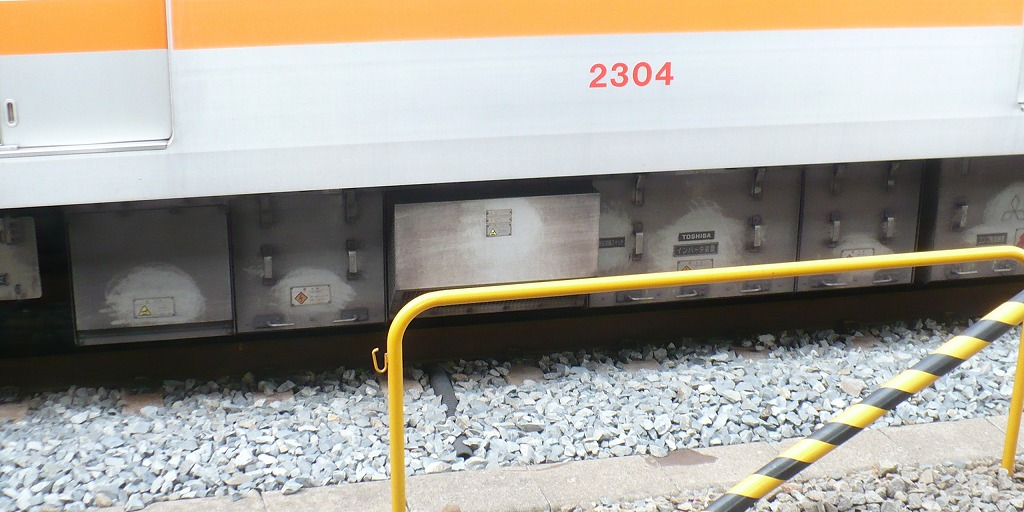
静止形インバータ装置

- 上記のVVVFインバータ装置の写真は1C4M2群制御用のMAP-178-15V134形である。なお、左右側面の呼称方法として、東葉勝田台方に向かって右側面を「1側」、左側面を「2側」と示す。

## 編成
MT比は電動車5両と付随車5両 (5M5T) の10両編成（C：営業運転台、c：簡易運転台）。
|          | ← 東葉勝田台西船橋・東西線中野 → | ← 東葉勝田台西船橋・東西線中野 → | ← 東葉勝田台西船橋・東西線中野 → | ← 東葉勝田台西船橋・東西線中野 → | ← 東葉勝田台西船橋・東西線中野 → | ← 東葉勝田台西船橋・東西線中野 → | ← 東葉勝田台西船橋・東西線中野 → | ← 東葉勝田台西船橋・東西線中野 → | ← 東葉勝田台西船橋・東西線中野 → | ← 東葉勝田台西船橋・東西線中野 → | 置き換えられた 1000形 | 製造年度 |
| 車種     | 2100形 CT (CT1)                  | ＞ 2200形 M (M1')                | 2300形 M (M2)                    | 2400形 T (T)                     | ＞ 2500形 Mc (Mc1)               | 2600形 Tc (Tc)                   | 2700形 T (T')                    | ＞ 2800形 M (M1)                 | 2900形 M (M2')                   | 2000形 CT (CT2)                  | 置き換えられた 1000形 | 製造年度 |
| 定員     | 143                              | 154                              | 154                              | 154                              | 154                              | 154                              | 154                              | 154                              | 154                              | 143                              | 置き換えられた 1000形 | 製造年度 |
| 装備機器 |                                  |                                  | 電,縮                            |                                  | 縮                               |                                  |                                  |                                  | 電,縮                            |                                  | 置き換えられた 1000形 | 製造年度 |
| 車両番号 | 2101                             | 2201                             | 2301                             | 2401                             | 2501                             | 2601                             | 2701                             | 2801                             | 2901                             | 2001                             | 1101編成              | 2004年度 |
| 車両番号 | 2102                             | 2202                             | 2302                             | 2402                             | 2502                             | 2602                             | 2702                             | 2802                             | 2902                             | 2002                             | 1071編成              | 2004年度 |
| 車両番号 | 2103                             | 2203                             | 2303                             | 2403                             | 2503                             | 2603                             | 2703                             | 2803                             | 2903                             | 2003                             | 1011編成              | 2004年度 |
| 車両番号 | 2104                             | 2204                             | 2304                             | 2404                             | 2504                             | 2604                             | 2704                             | 2804                             | 2904                             | 2004                             | 1021編成              | 2005年   |
| 車両番号 | 2105                             | 2205                             | 2305                             | 2405                             | 2505                             | 2605                             | 2705                             | 2805                             | 2905                             | 2005                             | 1051編成              | 2005年   |
| 車両番号 | 2106                             | 2206                             | 2306                             | 2406                             | 2506                             | 2606                             | 2706                             | 2806                             | 2906                             | 2006                             | 1041編成              | 2005年   |
| 車両番号 | 2107                             | 2207                             | 2307                             | 2407                             | 2507                             | 2607                             | 2707                             | 2807                             | 2907                             | 2007                             | 1031編成              | 2005年   |
| 車両番号 | 2108                             | 2208                             | 2308                             | 2408                             | 2508                             | 2608                             | 2708                             | 2808                             | 2908                             | 2008                             | 1091編成              | 2006年   |
| 車両番号 | 2109                             | 2209                             | 2309                             | 2409                             | 2509                             | 2609                             | 2709                             | 2809                             | 2909                             | 2009                             | 1081編成              | 2006年   |
| 車両番号 | 2110                             | 2210                             | 2310                             | 2410                             | 2510                             | 2610                             | 2710                             | 2810                             | 2910                             | 2010                             | 1061編成              | 2006年   |
| 車両番号 | 2111                             | 2211                             | 2311                             | 2411                             | 2511                             | 2611                             | 2711                             | 2811                             | 2911                             | 2011                             | -                     | 2006年   |

凡例
- 左側が東葉勝田台方、右側が中野方
- 下線：車椅子スペース設置車
- 斜体：フリースペース設置車
- ＞はシングルアームパンタグラフ
- 電：補助電源装置
- 縮：空気圧縮機

## 運用など
- 2006年12月までに、10両編成11本の計110両が出揃った。全編成が共通で運用されている。
- 全般・重要部検査は東京メトロ深川工場で実施される。

## 車体装飾
- 2006年（平成18年）3月15日、東西線・東葉高速線相互直通運転10周年を記念し特別列車『ウォレスとグルミット号』が葛西駅～八千代緑が丘駅間で運転され、地下鉄博物館で出発式、八千代緑が丘駅で記念撮影会などが行われた。特別列車には2102Fが使用され、先頭車前面に記念ヘッドマークの取り付けと、側面窓と前面貫通扉部にキャラクターの装飾がされた。なお同列車が八千代緑が丘駅に到着後、駅に隣接して3月17日にオープンするTOHOシネマズ八千代緑が丘で「ウォレスとグルミット 野菜畑で大ピンチ!」特別試写会も行われた。
- 2006年（平成18年）4月27日から5月31日にかけて2101Fと2107Fの先頭車の前面に東葉高速線開通10周年と、東葉高速線 - 東西線相互乗り入れ10周年の特製記念ヘッドマークを装着して運行した。2101Fは東葉高速線 - 東西線相互乗り入れ10周年ヘッドマークを先頭車の前面に装着したのみであったが、2107Fは先頭車の前面に東葉高速線開通10周年ヘッドマークを装着した他、側面の前面寄りに特製のラッピングが貼付された。なお、東京メトロ05系の第36編成でも東葉高速線～東西線相互乗り入れ10周年ヘッドマークを先頭車の前面に装着した。
- 2007年（平成19年）10月2日から11月4日にかけて船橋市のふなばしアンデルセン公園で開催された「第24回全国都市緑化ふなばしフェア おとぎの国の花フェスタinふなばし」に併せて、同年9月9日から10月31日にかけて2102Fが船橋市市制70周年を兼ねたイベント告知の特製ヘッドマークを、2109Fが八千代市市制40周年記念特製ヘッドマークを先頭車の前面に装着したほか、2101F・2102F・2107F・2108F・2110Fの側面にイベント告知ステッカーが貼付されていた。
- 2010年（平成22年）9月9日から10月24日にかけて、ゆめ半島千葉国体(第65回国民体育大会)・ゆめ半島千葉大会(第10回全国障害者スポーツ大会)の開催に併せ、2108Fの先頭車前面にヘッドマークの装着、側面にはステッカーの貼り付けが行われた。ヘッドマークは大会マスコットキャラクターのチーバくんをメインに大会をPRしたものがデザインされ、側面ステッカーはチーバくんをメインに大会をPRしたもの、チーバくんがバスケットボールをしているもの、チーバくんがウェートリフティングをしているものの3種類がデザインされた。船橋市と八千代市にてバスケットボールの競技が、八千代市にてウェートリフティングの競技がそれぞれ沿線の会場で行われたことによるものである。
- 2011年（平成23年）10月8日から11月6日にかけて東葉高速線の開業15周年を記念し、2103Fの先頭車前面にヘッドマークの取り付けと、側面にステッカーの貼り付けを行ったラッピング電車が運転された。なお同編成は、11月8日に開催された第3回東葉家族車両基地まつりにラッピングされた状態で展示が行われた。
- 2014年（平成26年）11月2日に開催された第6回東葉家族車両基地まつりにおいて、2000系車両の運行開始10周年を記念し、展示車両の2106Fの中野寄り先頭車前面にヘッドマークが掲出された。なおこのヘッドマークはイベント中のみ掲出され、営業運転では掲出されなかった。
- 2016年（平成28年）4月16日から5月15日にかけて東葉高速線の開業20周年を記念し、2107Fの先頭車前面にヘッドマークの装着と側面にステッカーを貼り付けしたラッピング列車が運転された。ヘッドマークは開業20周年記念ロゴをあしらい、側面ステッカーは開業20周年記念ロゴの物と、開業当時の1000形に施された記念ヘッドマークの写真を使用した物との2種類が貼られていた。またこのラッピング列車についてはホームページにおいて事前に東葉高速線内の運行時刻が公開されていた。
- 2017年（平成29年）10月14日から11月13日にかけて八千代市制施行50周年を記念し、2103Fの先頭車前面にヘッドマークの装着と側面にステッカーの貼り付けをしたラッピング列車が運転された。なお同編成は、同年11月3日に開催された第9回東葉家族車両基地まつりにラッピングされた状態で展示され、休憩室とプラレール広場として使用された。
- 2018年（平成30年）11月5日に行われた東葉家族車両基地まつりの第10回目の開催を記念し、展示車両の2103Fの東葉勝田台寄り先頭車前面にヘッドマークが掲出された。なおこのヘッドマークはイベント中のみ掲出され、営業運転では掲出されなかった。
- 2021年（令和3年）4月24日から5月24日にかけて東葉高速線の開業25周年を記念し、2104Fの先頭車前面にヘッドマークが装着された。公式発表では5月23日までの運転とされていたが、運用の都合上24日の午前中までヘッドマークを装着した状態で運転された。
- 2022年 (令和4年) 5月10日から6月6日にかけて東葉高速線沿線にある京成バラ園の春バラシーズンに合わせて東葉ローズトレインとして2103Fの先頭車前面にヘッドマークが装着された。この装飾では中野方先頭車と東葉勝田台方先頭車で違うデザインのヘッドマークとなっている。

本年以降、春バラシーズンとなる5月を中心に毎年運行している。2025年 (令和7年) の運行よりヘッドマークデザインが新たなものに変更された。
- 2024年 (令和6年) 12月7日から2025年 (令和7年) 2月3日にかけて2000系営業運転開始20周年を記念して2101Fの先頭車前面にヘッドマークが装着された。また、運行開始日の12月7日より東葉勝田台駅と北習志野駅の窓口にて発売されていた2000系20周年記念乗車券の台紙にはこのヘッドマークを装着した2000系の写真が使用されていた。

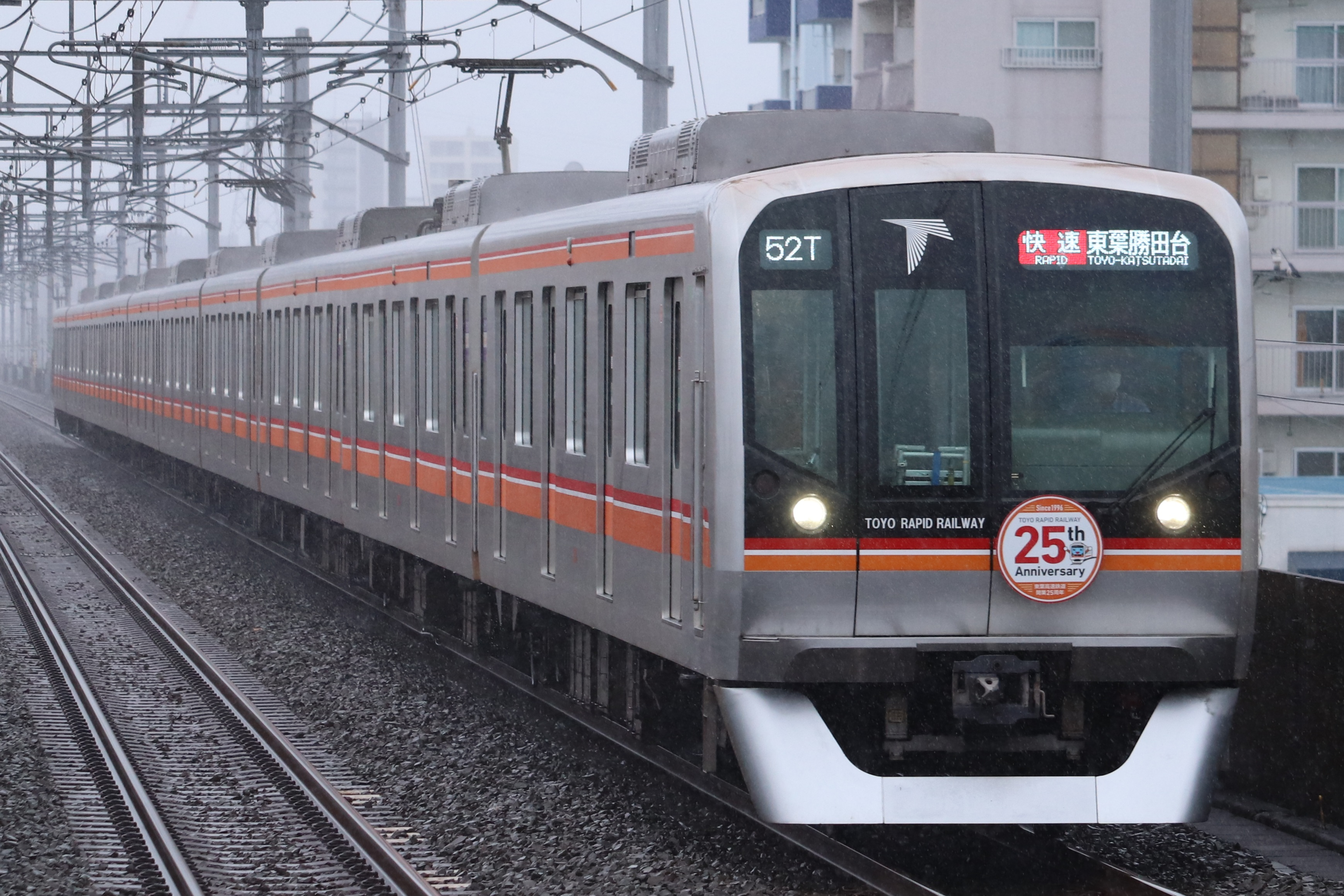
東葉高速線開業25周年のヘッドマークを装着した2104F
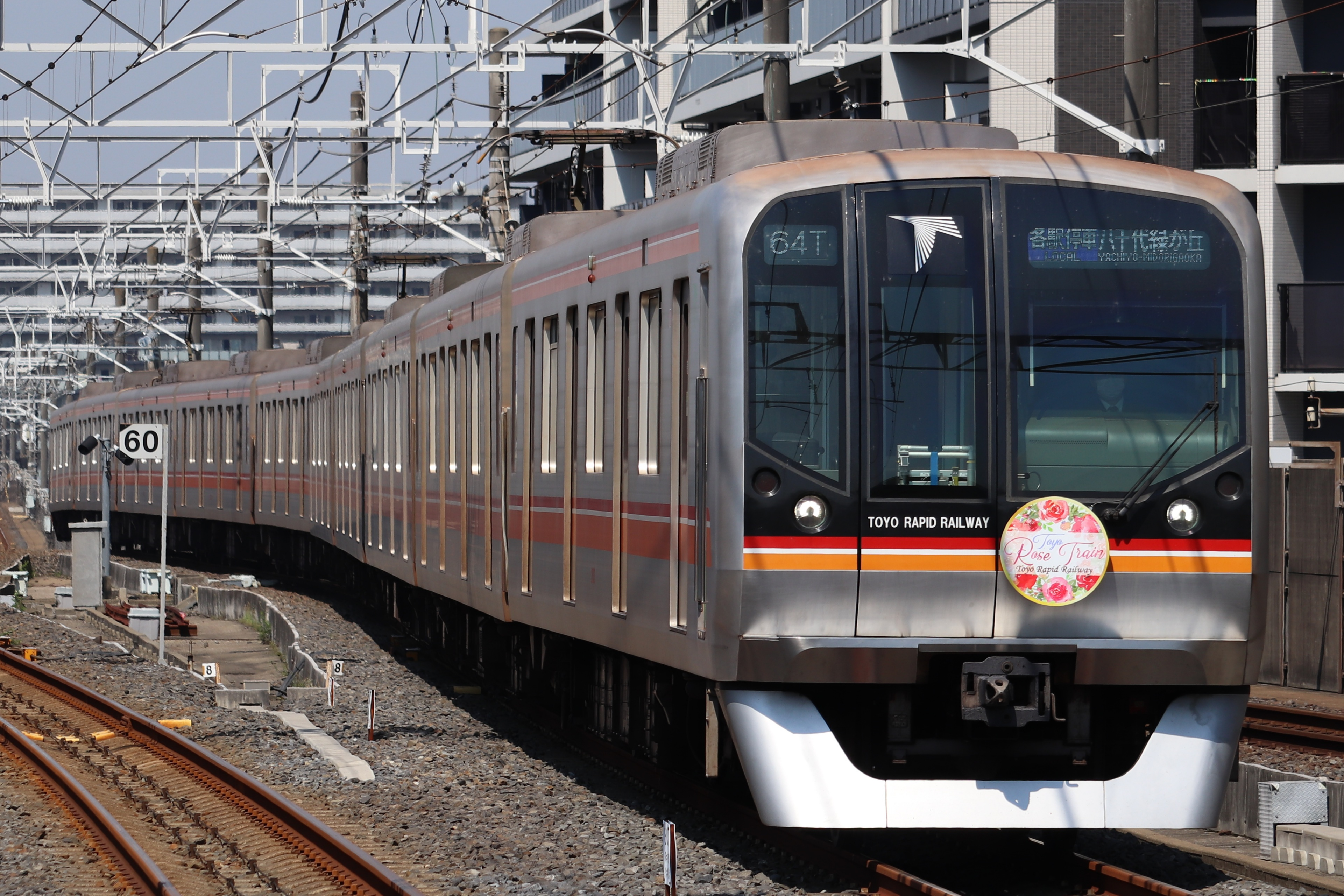
東葉ローズトレインのヘッドマークを装着した2103F